# Diversità, equità e inclusione

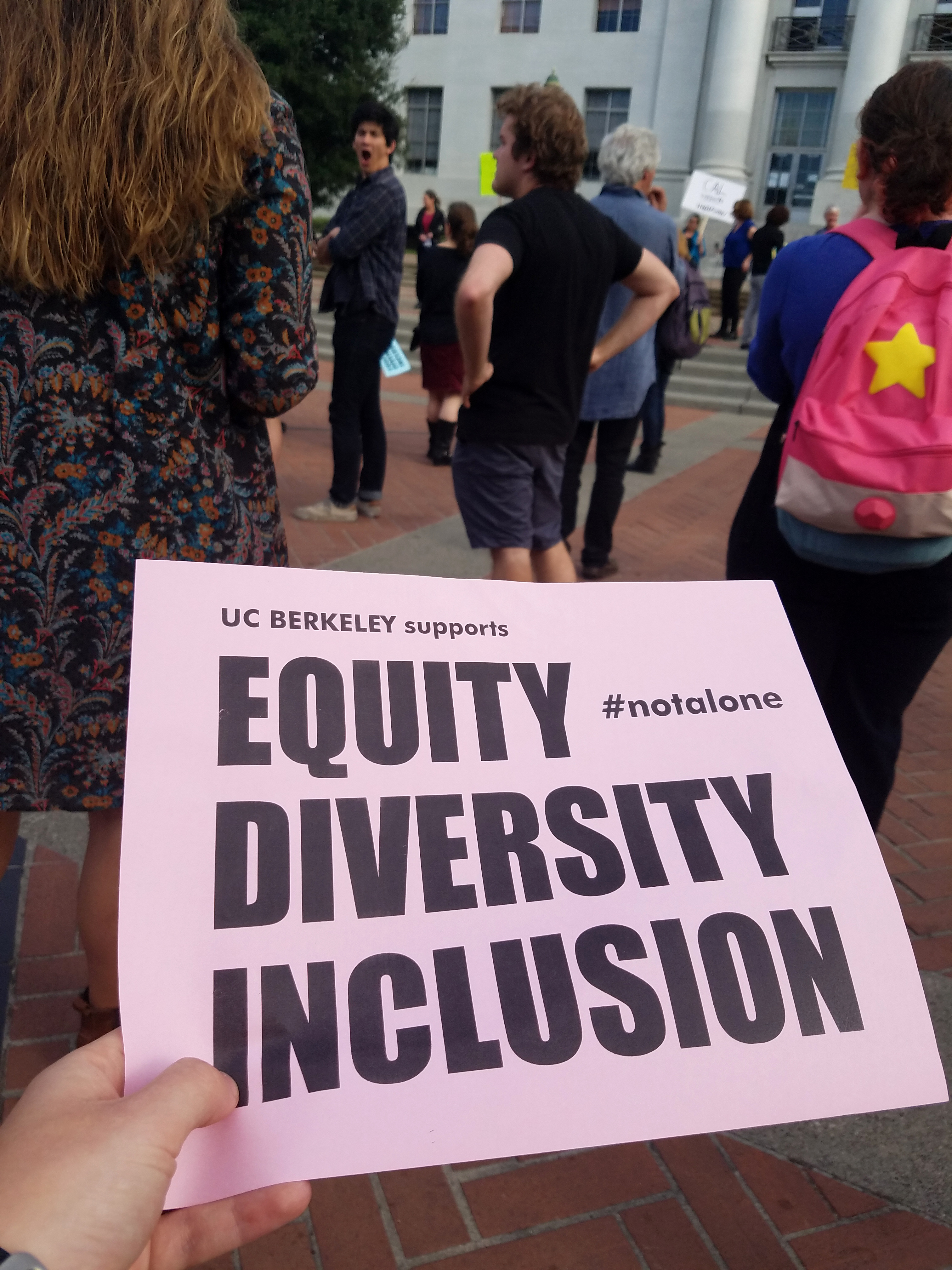
Volantino che riporta la sigla Diversity, equity, and inclusion

Per diversità, equità e inclusione (dall'inglese: diversity, equity, and inclusion, anche riportato con l'acronimo DEI) si intende un indirizzo gestionale strategico nell’ambito della gestione delle risorse umane, adottato da organizzazioni pubbliche e private per valorizzare e promuovere un ambiente di lavoro eterogeneo, equo e inclusivo.

## Contenuto
Sotto l'acronimo "DEI" si designa non soltanto un insieme di valori etici o principi sociali, ma una funzione strutturata all’interno dei processi organizzativi e gestionali, che influenza pratiche operative, modelli di leadership e politiche di accesso alle opportunità lavorative e di carriera: con esso si cerca di promuovere il trattamento equo e la piena partecipazione di tutte le persone, in particolare dei gruppi che, in passato, sono stati sottorappresentati o soggetti a discriminazione sulla base dell'identità o della disabilità.

## Accoglienza
I principi del DEI hanno ricevuto un'accoglienza controversa e portato a un dibattito molto acceso, in particolar modo negli Stati Uniti. Molte organizzazioni, anche all'infuori degli USA, reputano le nozioni di diversità, equità e inclusione "tre valori strettamente collegati" e pertanto tentano di valorizzarle in ambiti diversi come quelli del lavoro, la sanità, e l'istruzione. Chi le supporta è convinto dei benefici a cui può portare una simile struttura organizzativa, contribuendo, ad esempio, a portare maggiore rispetto nei confronti di chi ha un'etnia diversa sul luogo di lavoro. Secondo Kenneth Frazier, quando è ben impiegato, il DEI contribuisce a «coltivare il talento (dei dipendenti), misurarlo in modo equo e scovare talenti nascosti e svantaggiati in un mondo dove non tutti hanno la stessa possibilità di mostrare le proprie capacità.» Il miliardario Mark Cuban afferma che «avere una forza lavoro diversificata che rappresenti i propri stakeholder è un bene per gli affari.»
Le politiche DEI hanno però diviso l'opinione pubblica. Sebbene alcuni siano convinti della buona fede alla base dei principi che le caratterizzano e le stesse organizzazioni che le supportano tentino di valorizzare le nozioni di diversità, equità e inclusione, sono state mosse numerose critiche riguardanti principalmente la sua applicazione, giudicata dai detrattori inefficace in ambito lavorativo e universitario. A detta di chi le critica, politiche DEI poco accorte possono provocare effetti opposti ai propri obbiettivi, come il rafforzamento delle diseguaglianze e l'aumento dei conflitti tra gli individui.
Nel mondo lavorativo, soprattutto se svolte all'interno delle aziende, le iniziative DEI sono state percepite come un'imposizione dai dipendenti, riscuotendo ben poco successo e aumentando di converso il rischio di reazioni avverse verso le minoranze che dovrebbero invece tutelare. Come affermano numerosi analisti queste iniziative, spesso semplici corsi di sensibilizzazione a basso costo resi obbligatori dalle dirigenze, hanno ben poca praticità e ne è stato quindi suggerito l'abbandono. Tuttavia, soprattutto le grandi multinazionali sono poco propense ad abbandonare questo tipo di pratiche, per il potenziale danno di immagine che ne risulterebbe, preferendo quindi mantenere piuttosto iniziative anche impopolari tra i propri sottoposti. Non sono mancate accuse da parte di chi ritiene che l'applicazione del DEI nel mondo lavorativo sarebbe spesso viziata dalla volontà delle aziende di subordinare tali iniziative al mero profitto economico e pubblicitario.
Le iniziative DEI sono state anche accusate di aumentare le divisioni all'interno di gruppi altrimenti coesi, creando o esacerbando le tensioni e i pregiudizi tra le varie componenti proprio a causa della priorità data da tali iniziative a determinati gruppi di persone. Il fenomeno DEI è quindi tacciato da molti di creare un forte paradosso: rafforzare le diversità e le divisioni esistenti a dispetto del suo scopo dichiarato, soprattutto tramite la forte tendenza alla categorizzazione rigida degli individui, cosa che rende effettivamente più facile il verificarsi di episodi di deumanizzazione, stereotipizzazione, intolleranza e disgregazione sociale.
Una delle maggiori critiche rivolte al DEI è quella di privilegiare certe categorie di persone a scapito di altre. Soprattutto in ambiente lavorativo, l'applicazione di politiche DEI è spesso malvista per i favoritismi di cui godrebbe chi ne beneficia. L'utilizzo dei principi DEI per assumere nuovo personale è inoltre giudicata in maniera molto negativa, dando l'impressione di voler soddisfare delle "quote" senza tenere affatto conto delle capacità dei singoli individui e quindi della meritocrazia, prediligendo quindi la semplice appartenenza ad una determinata categoria (andando quindi in aperto contrasto col principio di "equità"). Ciò non solo favorirebbe episodi di "discriminazione alla rovescia", dov'è quindi il gruppo maggioritario ad essere svantaggiato, ma anche danni alle minoranze stesse, a cui non verrebbero riconosciute le loro effettive capacità, scadendo quindi nel semplice tokenismo e andando così a rafforzare eventuali stereotipi e conflitti esistenti.
Numerosi enti e imprese hanno reso obbligatorie per i propri dipendenti dichiarazioni di natura DEI, di fatto esercitando una potenziale forma di coercizione e minando quindi la loro libertà di espressione. Le iniziative DEI sono state quindi tacciate di essere politicamente schierate, soprattutto a favore del liberalismo e della sinistra politica. Alcune università statunitensi, come quella di Harvard, sono state criticate per queste iniziative, che alcuni giudicano lesive della libertà accademica e quindi della qualità complessiva delle università stesse. In seguito alle molteplici critiche ricevute e alla tensione generata nell'ambiente accademico, alcuni istituti come il Massachusetts Institute of Technology hanno abrogato tali obblighi.

## Storia

### In Francia
L'associazione francese dei manager della diversità iniziò a valutare la diffusione del concetto di "diversità" da molto tempo adottato negli USA a partire dagli anni 2000 «sotto l'impulso delle autorità pubbliche e delle imprese.» Con la legge 98-657 del 29 luglio 1998 mirata a combattere le esclusioni, venne emanata, il 27 maggio 2008, la legge 2008-496, contenente varie disposizioni di adeguamento al diritto comunitario in materia di lotta contro le discriminazioni che stabilisce un ampio elenco di criteri discriminatori in campo fisico, politico, sindacale, linguistico, ecc...

### In Italia
Secondo una stima dell'EY European DEI Index del 2024 che ha raccolto l'opinione di 900 dirigenti d'azienda e 900 dipendenti provenienti da nove paesi, due quinti di quelli italiani dichiarano di sentirsi a proprio agio sul posto di lavoro. Uno dei fattori che inciderebbero negativamente su tale statistica sarebbe il numero basso di lavoratori italiani che considera buono il livello di diversità etnico-culturale (57%).

### Nel Regno Unito
La diversità, l'equità e l'uguaglianza sono anche stati affrontati dal governo del Regno Unito come conferma ad esempio l'Equality, Diversity and Inclusion Strategy 2020 to 2024, un programma mirato a valorizzare quei temi in tale paese. I tre obiettivi di tale programma sono:
- Creare una forza lavoro diversificata e inclusiva.
- Permettere ai colleghi attivi a livello nazionale di sentirsi a proprio agio.
- Conferire poteri ai suddetti colleghi e permettere a loro di prosperare.

La sentenza della Corte suprema del Regno Unito del 16 aprile 2025 nel caso For Women Scotland Ltd v The Scottish Ministers potrebbe avere ripercussioni sulle politiche di Diversità, Equità e Inclusione (DEI), in particolare riguardo al riconoscimento legale del genere autoattribuito rispetto al sesso biologico. 
La Corte ha infatti stabilito che, ai fini dell'Equality Act 2010, i termini "donna" e "sesso" si riferiscono esclusivamente al sesso biologico, escludendo quindi le donne transgender, anche se in possesso di un certificato di riconoscimento di genere, dalle protezioni e dai benefici riservati alle donne biologiche. Questa decisione potrebbe limitare l'inclusione delle persone transgender in programmi e iniziative progettati per promuovere l'uguaglianza di genere, inclusi i programmi DEI. Tuttavia, il governo locale del Galles ha dichiarato che la sentenza non rimuove l'impegno alla equality ed alla inclusion ed ha riaffermato la protezione accordata dall'ordinamento alla popolazione transgender.

### Negli Stati Uniti d'America
La politica della diversità, equità e inclusione prese piede a partire dalle iniziative di azione positiva (in inglese affirmative action) statunitensi. Il termine affirmative action comparve per la prima volta nell'ordine esecutivo n. 10925, firmato dal presidente Kennedy il 6 marzo 1961. Stando ad esso, gli appaltatori del governo «avrebbero intrapreso un'azione positiva per garantire che i candidati fossero impiegati e che i dipendenti fossero trattati [equamente] durante l'impiego, indipendentemente dalla loro razza, credo, colore o origine nazionale». Sempre negli anni sessanta, vennero approvate altre leggi mirate a eliminare le disparità quali il Civil Rights Act del 1964 e l'ordine esecutivo 11246, voluto da Lyndon Johnson l'anno seguente.
Negli anni ottanta e novanta i programmi DEI iniziarono ad approfondire uno spettro di tematiche più ampio, come l'accettazione degli individui appartenenti alle comunità etniche, religiose e LGBTQ+ minoritarie. Sempre in questo periodo si iniziò a parlare con una certa frequenza di multiculturalismo.
Fu solo negli anni duemila che la politica del DEI iniziò a influire significativamente nella cultura aziendale e a diventarne uno dei suoi presupposti. Tra le varie iniziative prese in questi anni vi fu la nascita della professione del chief diversity officer, che ha il compito di occuparsi dell'inclusione e la diversità dell'azienda.
L'attenzione sui temi della diversità, l'equità e l'inclusione subì un'impennata negli anni 2010 anche grazie alla nascita dei movimenti #MeToo, BlackLivesMatter e #StopAAPIHate; per converso, essa ha anche scatenato campagne informative ostili, fondate su stereotipi di genere quando non addirittura sull'argumentum ad metum, come avvenuto in occasione di un incidente aereo nel gennaio 2025 sul Potomac.

#### Seconda amministrazione Trump
L'opposizione del presidente Donald Trump alle politiche di Diversità, Equità e Inclusione (DEI) ha assunto una dimensione centrale durante il suo secondo mandato, a partire da gennaio 2025. Trump ha definito le iniziative DEI come "programmi di discriminazione illegali e immorali" e "sprechi pubblici", promuovendo un'agenda volta a smantellare tali politiche a livello federale e oltre.
Tra il 20 e il 21 gennaio 2025 Trump ha firmato tre ordini esecutivi chiave:
- Ordine esecutivo n. 14151: "Ending Radical and Wasteful Government DEI Programs and Preferencing", che ha ordinato la chiusura di tutti gli uffici e programmi DEI nelle agenzie federali[26].
- Ordine esecutivo n.  14168: "Defending Women from Gender Ideology Extremism and Restoring Biological Truth to the Federal Government", che ha imposto una definizione binaria del sesso biologico e vietato il riconoscimento delle identità transgender a livello federale[27].
- Ordine esecutivo n. 14173: "Ending Illegal Discrimination and Restoring Merit-Based Opportunity", che ha revocato l'Ordine esecutivo n. 11246 del 1965, eliminando l'obbligo per i contraenti federali di adottare programmi di azione positiva per promuovere l'uguaglianza nell'occupazione.

Tra il gennaio–febbraio 2025, poi, il dipartimento dell'Efficienza Governativa (DOGE) ha implementato un piano in tre fasi per eliminare il DEI dal governo federale:
- Fase 1: Rescissione di ordini esecutivi e iniziative DEI, chiusura degli uffici DEI e licenziamento dei dipendenti coinvolti;
- Fase 2: Identificazione e rimozione di dipendenti ritenuti "corrotti" da attività DEI, anche se non direttamente coinvolti.
- Fase 3: Licenziamenti su larga scala di dipendenti associati al DEI, previsti fino a luglio 2025.

L'opposizione di Trump alle politiche DEI rappresenta un cambiamento significativo rispetto agli sforzi precedenti per promuovere l'uguaglianza e l'inclusione negli Stati Uniti, suscitando ampie discussioni e controversie a livello nazionale.
Il 19 febbraio 2025, la National Urban League, la National Fair Housing Alliance e l'AIDS Foundation of Chicago hanno intentato una causa contro l'amministrazione Trump, sostenendo che gli ordini esecutivi violano i diritti alla libertà di parola e al giusto processo. 
Nel marzo 2025, una Corte d'appello federale ha sospeso un'ingiunzione preliminare che era stata ottenuta dai ricorrenti, permettendo l'applicazione degli ordini esecutivi anti-DEI mentre le cause legali sono in corso.